# 糠平大壩臨時乘降場
糠平大壩臨時乘降場（日语：／ Nukabiradamu karijōkō-ba */?）是位於北海道河東郡上士幌町，日本國有鐵道（國鐵）的士幌線臨時乘降場（廢站）。車站只於旅遊旺季開設和營業。

## 歷史
- 1956年（昭和31年） - 臨時乘降場啟用。
- 日期不詳 - 臨時乘降場廢除。

## 臨時乘降場周邊
臨時乘降場位於糠平湖南邊湖畔。即是現時國道273號糠平跨線橋下方位置。在東邊設有糠平大壩。

## 相鄰車站
日本國有鐵道
士幌線
黑石平－（電力所前臨時乘降場）－（糠平大壩臨時乘降場）－糠平

## 注腳
1. ↑  在上士幌町鐵道資料館所藏的「糠平站蹟」